# Pass Éducation

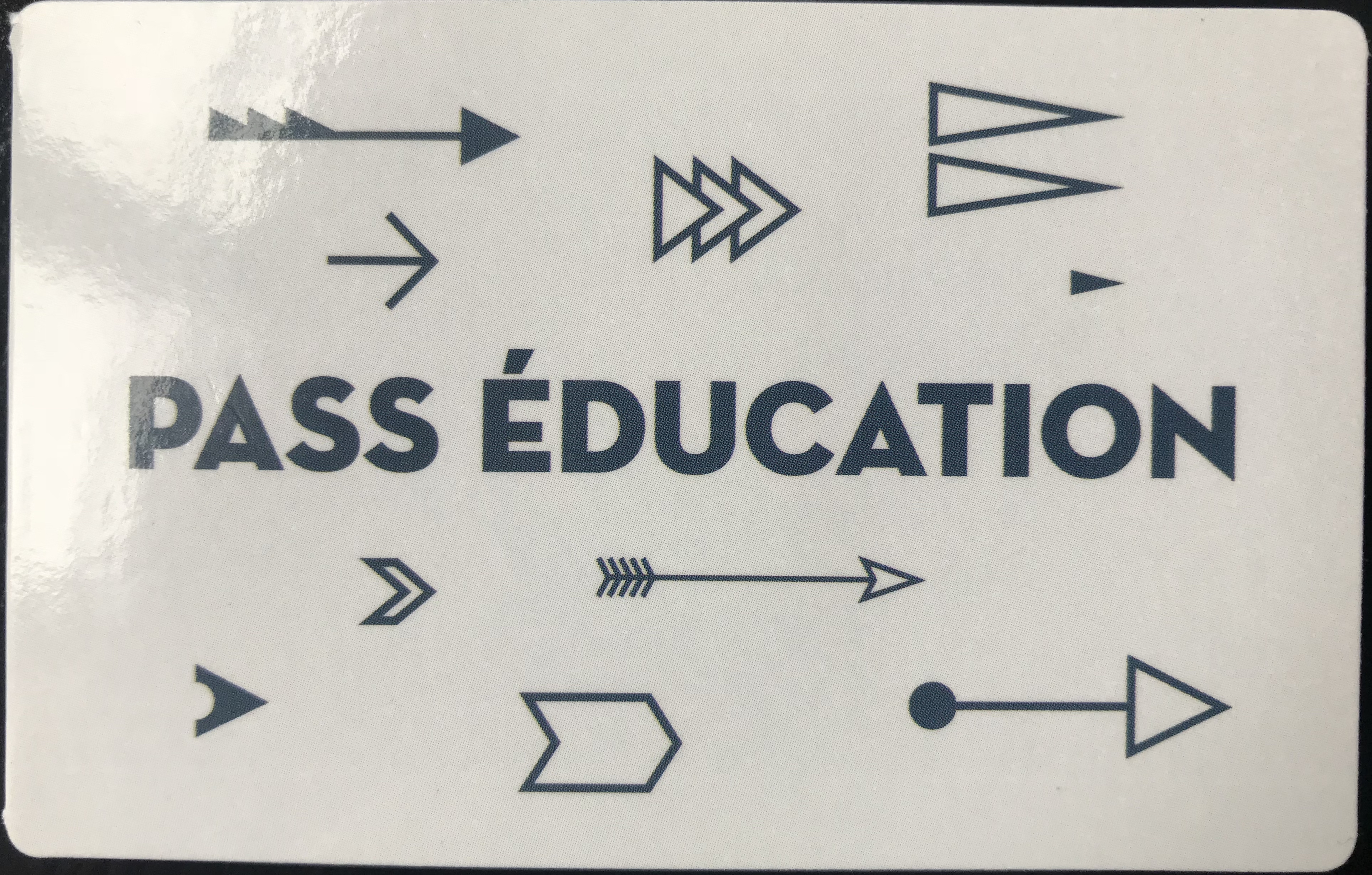
Pass Éducation en vigueur depuis 2016.

Le Pass Éducation est une carte matérielle, délivrée sous certaines conditions, aux personnels de l'Éducation nationale exerçant de manière effective en école, collège, lycée publics ou en service académique, ou rémunérés par l'Éducation Nationale dans des établissements privés sous contrat. La carte est valable trois ans, et renouvelable.
Elle atteste de la qualité d'agent de l'Éducation nationale, qui permet l'accès gratuit aux collections permanentes des musées et monuments nationaux français.
Par ailleurs, une association délivre des «e-Pass Éducation», de manière indépendante de l'Education Nationale, à toute personne beneficiant d'une adresse mail "académique", c'est-à-dire fournie par l'Education Nationale. Ces "e-Pass", sans être homologués, semblent acceptés dans les musées.
Un site de vente de ressources pedagogiques utilise ce nom, sans lien avec la réalité de la carte.